# Чемпіонат Європи з легкої атлетики в приміщенні 2019
Чемпіонат Європи з легкої атлетики в приміщенні 2019 був проведений 1-3 березня на «Емірейтс Арені» в шотландському Глазго.
Рішення про надання Глазго права проводити чемпіонат було прийнято 23 квітня 2016 року. Іншими містами, які змагались за право проводити чемпіонат, були Апелдорн, Мінськ та Торунь (останнє згодом отримало право провести чемпіонат-2021).
За регламентом змагань, до участі у першості допускались спортсмени, які виповнили впродовж кваліфікаційного періоду встановлені нормативи та вимоги.
Глазго приймав чемпіонат цієї категорії вдруге у власній історії — вперше європейська першість у приміщенні була проведена в цьому місті в 1990.
На чемпіонаті норвежець Карстен Варгольм, який спеціалізується в бігу на 400 метрів з бар'єрами, повторив 31-річний рекорд Європи у приміщенні в бігу на 400 метрів німця Томаса Шенлебе, вигравши «золото» з часом 45,05.

## Призери

### Чоловіки
| Дисципліна            | Золото                                                     | Золото    | Срібло                                                      | Срібло      | Бронза                                                        | Бронза       |
| --------------------- | ---------------------------------------------------------- | --------- | ----------------------------------------------------------- | ----------- | ------------------------------------------------------------- | ------------ |
| 60 метрів             | Ян Волко Словаччина                                        | 6,60      | Емре Барнс Туреччина                                        | 6,61        | Йоріс ван Гол Нідерланди                                      | 6,62         |
| 400 метрів            | Карстен Варгольм Норвегія                                  | 45,05 =ER | Оскар Усільйос Іспанія                                      | 45,66 NIR   | Тоні ван Діпен Нідерланди                                     | 46,13 NIR    |
| 800 метрів            | Альваро де Арріба Іспанія                                  | 1.46,83   | Джеймі Вебб Велика Британія                                 | 1.47,13 PB  | Марк Інгліш Ірландія                                          | 1.47,39      |
| 1500 метрів           | Марцин Левандовський Польща                                | 3.42,85   | Якоб Інгебрігтсен Норвегія                                  | 3.43,23     | Хесус Гомес Іспанія                                           | 3.44,39      |
| 3000 метрів           | Якоб Інгебрігтсен Норвегія                                 | 7.56,15   | Кріс О'Хер Велика Британія                                  | 7.57,19     | Генрік Інгебрігтсен Норвегія                                  | 7.57,19      |
| 60 метрів з бар'єрами | Мілан Трайкович Кіпр                                       | 7,60      | Паскаль Мартіно-Лагард Франція                              | 7,61        | Орель Манга Франція                                           | 7,63         |
| 4×400 метрів          | БельгіяЖульєн Ватрен Ділан Борле Йонатан Борле Кевін Борле | 3.06,27   | ІспаніяОскар Усільйос Мануель Гіхарро Лукас Буа Бернат Ерта | 3.06,32 NIR | ФранціяМаме-Ібра Анн Тома Жордьє Ніколя Курб'єр Фабрісіо Седі | 3.07,71      |
| Стрибки у висоту      | Джанмарко Тамбері Італія                                   | 2,32      | Констадінос Баніотіс ГреціяАндрій Проценко Україна          | 2,26        | не вручалась                                                  | не вручалась |
| Стрибки з жердиною    | Павел Войцеховський Польща                                 | 5,90 PB   | Пйотр Лісек Польща                                          | 5,85        | Мелькер Сверд-Якобссон Швеція                                 | 5,75         |
| Стрибки у довжину     | Мільтіадіс Тентоглу Греція                                 | 8,38 PB   | Тобіас Нільссон-Монтлер Швеція                              | 8,17 PB     | Страхіня Йованчевич Сербія                                    | 8,03 NIR     |
| Потрійний стрибок     | Назім Бабаєв Азербайджан                                   | 17,29 PB  | Нельсон Евора Португалія                                    | 17,11 SB    | Макс Гесс Німеччина                                           | 17,10 SB     |
| Штовхання ядра        | Міхал Гаратик Польща                                       | 21,65     | Давід Шторль Німеччина                                      | 21,54       | Томаш Станек Чехія                                            | 21,25        |
| Семиборство           | Хорхе Уренья Іспанія                                       | 6218 WL   | Тім Дакворт Велика Британія                                 | 6156        | Ілля Шкуреньов Допущені нейтральні атлети                     | 6145         |

### Жінки
| Дисципліна            | Золото                                                                           | Золото     | Срібло                                                          | Срібло    | Бронза                                                            | Бронза     |
| --------------------- | -------------------------------------------------------------------------------- | ---------- | --------------------------------------------------------------- | --------- | ----------------------------------------------------------------- | ---------- |
| 60 метрів             | Ева Свобода Польща                                                               | 7,09       | Дафне Схіперс Нідерланди                                        | 7,14      | Аша Філіп Велика Британія                                         | 7,15       |
| 400 метрів            | Леа Шпрунгер Швейцарія                                                           | 51,61      | Синтія Болінго Бельгія                                          | 51,62 NIR | Лісанне де Вітте Нідерланди                                       | 52,34 PB   |
| 800 метрів            | Шелейна Оскан-Кларк Велика Британія                                              | 2.02,58    | Ренель Ламот Франція                                            | 2.03,00   | Ольга Ляхова Україна                                              | 2.03,24    |
| 1500 метрів           | Лора М'юр Велика Британія                                                        | 4.05,92    | Софія Еннауї Польща                                             | 4.09,30   | К'яра Магіан Ірландія                                             | 4.09,43    |
| 3000 метрів           | Лора М'юр Велика Британія                                                        | 8.30,61 CR | Констанце Клостергальфен Німеччина                              | 8.34,06   | Мелісса Кортні Велика Британія                                    | 8.38,22 PB |
| 60 метрів з бар'єрами | Надін Віссер Нідерланди                                                          | 7,87       | Сінді Роледер Німеччина                                         | 7,97      | Ельвіра Герман Білорусь                                           | 8,00       |
| 4×400 метрів          | ПольщаАнна Келбасинська Іга Баумгарт-Вітан Малгожата Голуб Юстина Швенти-Ерсетиц | 3.28,77    | Велика БританіяЛавіаї Нільсен Зої Кларк Амбер Аннінг Ейлід Дойл | 3.29,55   | ІталіяРафаела Лукудо Айоміде Фолорунсо К'яра Баццоні Марта Мілані | 3.31,90    |
| Стрибки у висоту      | Марія Ласіцкене Допущені нейтральні атлети                                       | 2,01       | Юлія Левченко Україна                                           | 1,99      | Айріне Пальшите Литва                                             | 1,97       |
| Стрибки з жердиною    | Анжеліка Сидорова Допущені нейтральні атлети                                     | 4,85       | Голлі Бредшоу Велика Британія                                   | 4,75      | Ніколета Кіріакопулу Греція                                       | 4,65       |
| Стрибки у довжину     | Івана Шпанович Сербія                                                            | 6,99       | Анастасія Мирончик-Іванова Білорусь                             | 6,93 PB   | Марина Бех-Романчук Україна                                       | 6,84       |
| Потрійний стрибок     | Ана Пелетейро Іспанія                                                            | 14,73      | Параскеві Папахристу Греція                                     | 14,50 PB  | Ольга Саладуха Україна                                            | 14,47 SB   |
| Штовхання ядра        | Радослава Мавродієва Болгарія                                                    | 19,12 PB   | Крістіна Шваніц Німеччина                                       | 19,11     | Аніта Мартон Угорщина                                             | 19,00 SB   |
| П'ятиборство          | Катаріна Джонсон-Томпсон Велика Британія                                         | 4983 WL    | Ніам Емерсон Велика Британія                                    | 4731 PB   | Солен Ндама Франція                                               | 4723 =NIR  |

## Медальний залік
| Місце                | Країна                     | Золото | Срібло | Бронза | Загалом |
| -------------------- | -------------------------- | ------ | ------ | ------ | ------- |
| 1                    | Польща                     | 5      | 2      | 0      | 7       |
| 2                    | Велика Британія            | 4      | 6      | 2      | 12      |
| 3                    | Іспанія                    | 3      | 2      | 1      | 6       |
| 4                    | Норвегія                   | 2      | 1      | 1      | 4       |
| –                    | Допущені нейтральні атлети | 2      | 0      | 1      | 3       |
| 5                    | Греція                     | 1      | 2      | 1      | 4       |
| 6                    | Нідерланди                 | 1      | 1      | 3      | 5       |
| 7                    | Бельгія                    | 1      | 1      | 0      | 2       |
| 8                    | Італія                     | 1      | 0      | 1      | 2       |
| 8                    | Сербія                     | 1      | 0      | 1      | 2       |
| 10                   | Азербайджан                | 1      | 0      | 0      | 1       |
| 10                   | Болгарія                   | 1      | 0      | 0      | 1       |
| 10                   | Кіпр                       | 1      | 0      | 0      | 1       |
| 10                   | Словаччина                 | 1      | 0      | 0      | 1       |
| 10                   | Швейцарія                  | 1      | 0      | 0      | 1       |
| 15                   | Німеччина                  | 0      | 4      | 1      | 5       |
| 16                   | Україна                    | 0      | 2      | 3      | 5       |
| 16                   | Франція                    | 0      | 2      | 3      | 5       |
| 18                   | Білорусь                   | 0      | 1      | 1      | 2       |
| 18                   | Швеція                     | 0      | 1      | 1      | 2       |
| 20                   | Португалія                 | 0      | 1      | 0      | 1       |
| 20                   | Туреччина                  | 0      | 1      | 0      | 1       |
| 22                   | Ірландія                   | 0      | 0      | 2      | 2       |
| 23                   | Литва                      | 0      | 0      | 1      | 1       |
| 23                   | Угорщина                   | 0      | 0      | 1      | 1       |
| 23                   | Чехія                      | 0      | 0      | 1      | 1       |
| Загалом (25 збірних) | Загалом (25 збірних)       | 26     | 27     | 25     | 78      |

## Відео
- 10 найкращих результатів у Глазго на YouTube

## Виступ українців
| Чоловіки (14) | Чоловіки (14)     | Чоловіки (14) | Чоловіки (14)  |
| Місце         | Атлет             | Дисципліна    | Результат      |
| ------------- | ----------------- | ------------- | -------------- |
| 2             | Андрій Проценко   | висота        | 2,26           |
|               | Сергій Никифоров  | довжина       | 7,89 (8,03)[a] |
| пф            | Олександр Соколов | 60 м          | DNS[b] (6,75)  |
| пф            | Віталій Бутрим    | 400 м         | 47,20          |
| заб           | Василь Макух      | 60 м          | 6,84           |
| заб           | Володимир Супрун  | 60 м          | 6,87           |
| заб           | Данило Даниленко  | 400 м         | 47,59          |
| заб           | Євген Гуцол       | 800 м         | 1.50,29        |
| заб           | Володимир Киц     | 1500 м        | 3.53,91        |
| заб           | Артем Шаматрин    | 60 м з/б      | 7,90           |
| заб           | Богдан Чорномаз   | 60 м з/б      | 7,94           |
| заб           | Олексій Касьянов  | 60 м з/б      | 7,98           |
| кв            | Дмитро Дем'янюк   | висота        | NM             |
| кв            | Владислав Мазур   | довжина       | 7,75           |

| Жінки (18)[c] | Жінки (18)[c]       | Жінки (18)[c] | Жінки (18)[c] |
| Місце         | Атлетка             | Дисципліна    | Результат     |
| ------------- | ------------------- | ------------- | ------------- |
| 2             | Юлія Левченко       | висота        | 1,99          |
| 3             | Ольга Ляхова        | 800 м         | 2.03,24       |
| 3             | Марина Бех-Романчук | довжина       | 6,84          |
| 3             | Ольга Саладуха      | потрійний     | 14,47         |
|               | Катерина Табашник   | висота        | 1,97          |
|               | Ірина Геращенко     | висота        | 1,94          |
|               | Ганна Красуцька     | потрійний     | 13,95         |
| пф            | Анна Рижикова       | 400 м         | 53,22 (52,73) |
| пф            | Анна Плотіцина      | 60 м з/б      | 8,11          |
| заб           | Яна Качур           | 60 м          | 7,52          |
| заб           | Тетяна Мельник      | 400 м         | 53,39         |
| заб           | Катерина Климюк     | 400 м         | 53,68         |
| заб           | Тетяна Петлюк       | 800 м         | 2.05,84       |
| заб           | Ганна Чубковцова    | 60 м з/б      | 8,22          |
| заб           | Наталія Ручківська  | 60 м з/б      | 8,38          |
| кв            | Ольга Корсун        | потрійний     | 13,33         |
| кв            | Ольга Голодна       | ядро          | 16,91         |
| —             | Аліна Шух           | п'ятиборство  | DNF           |

a  Тут і надалі у дужках вказаний більш високий результат, що був показаний на попередній стадії змагань (у кваліфікації чи забігу).

b  Олександр Соколов не вийшов на старт півфінального забігу через спазм м'язів.

c  Харків'янка Марина Килипко була заявлена до участі у кваліфікаційному раунді змагань зі стрибків з жердиною, проте не вийшла на старт через спазм м'язів.